# Radio Astronomy Explorer B
Il Radio Astronomy Explorer B (RAE-B), a volte citato come Explorer 49, è stato un satellite artificiale USA lanciato il 10 giugno 1973 per ricerche riguardanti la radioastronomia. Faceva parte del programma Radio Astronomy Explorer (RAE) che prevedeva inizialmente il lancio di quattro satelliti; furono però approvate solo due delle inizialmente previste quattro missioni, che vennero realizzate nel 1968, il Radio Astronomy Explorer A, e, appunto, nel 1973.
Il satellite pesava 328 kg e aveva un'antenna a forma di X composta da quattro elementi, che lo resero il più largo veicolo spaziale mai costruito. L'Explorer 49 fu lanciato dopo la fine del programma Apollo e fu posto in orbita lunare; anche se non ha esaminato la Luna direttamente, è stato considerato l'ultima missione lunare americana prima della sonda Clementine.